# پدی پاور
پدی پاور (انگلیسی: Paddy Power) یک بنگاه شرط‌بندی ایرلندی است که در سال ۱۹۸۸ در دوبلین پایتخت ایرلند تأسیس شده‌است.